# Santa Maria Assunta e San Giuseppe a Primavalle

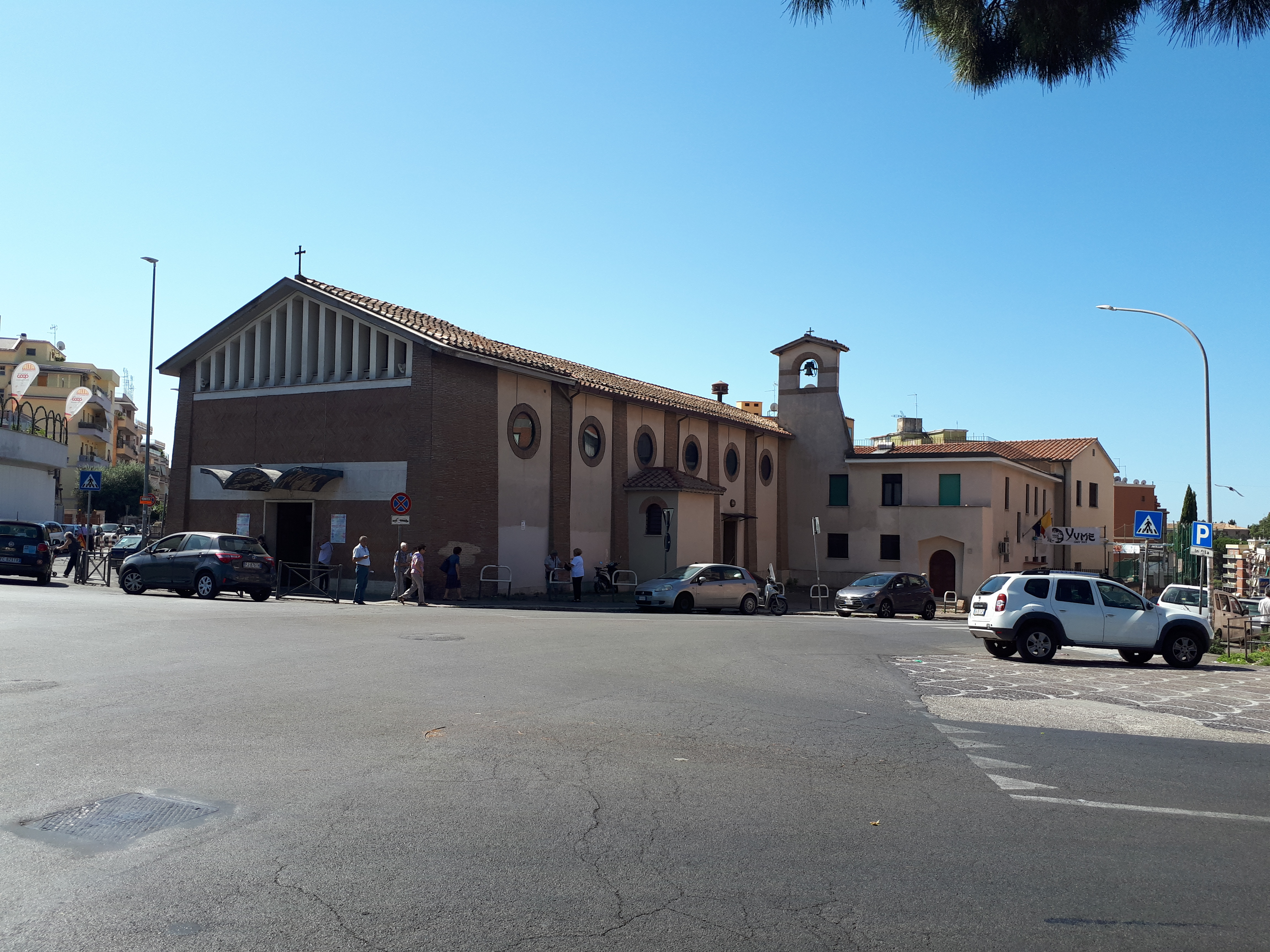
Außenansicht

Santa Maria Assunta e San Giuseppe a Primavalle ist eine römisch-katholische Pfarr- und Titelkirche aus dem 20. Jahrhundert im Westen Roms, die Maria und Josef geweiht ist. Sie liegt an der Piazza Clemente XI. im Quartier Primavalle.

## Geschichte
1932 ließ Papst Pius XI. im wachsenden Dorf Primavale eine Filialkirche der Pfarrei San Filippo Neri alla Pineta Sacchetti erbauen. Diese wurde von Tullio Rossi entworfen und Santa Maria Assunta in Cielo genannt. Am 3. Juni 1932 weihte Francesco Pasculli die Kirche, an der sich Ursulinen niederließen. Die Kirche wurde zunächst von einem Kaplan geleitet, der im Forte Braschi residierte. Später schlossen sich den Nonnen die Priester der Opera Don Calabria an, die seit 1932 in der Gegend präsent waren.
Am 16. April 1951 wurde die Kirche mit dem Dekret des Kardinalvikars Clemente Micara Simul cum numero als Pfarrkirche errichtet und den Priestern der Armen Dienern der Göttlichen Vorsehung anvertraut.
Zwischen 1952 und 1953 war die Kirche Gegenstand eines großen Restaurierungs- und Erweiterungsprojekts nach dem Entwurf von Renato Costa, bei dem durch Abriss der ursprünglichen dreibogigen Portikus der Fassade ein Anbau errichtet und der Innenraum neu gestaltet wurde. Papst Johannes Paul II. besuchte die Kirche 1994.
Am 7. Dezember 2024 erhob Papst Franziskus sie zur Titelkirche. Am gleichen Tag wurde sie Baldassare Reina zugewiesen.